# Кызылбай

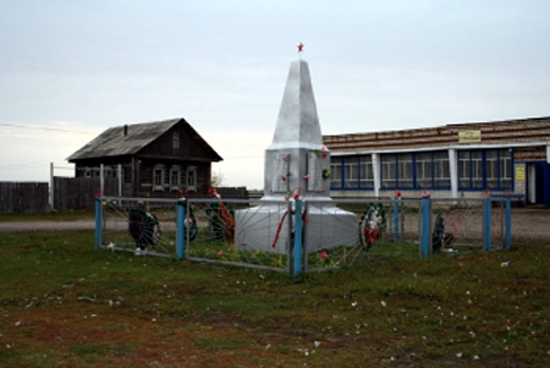

Кызылбай (тат. Кызылбай, Тагыл) — село в Шатровском районе Курганской области Российской Федерации. Административный центр Кызылбаевского сельсовета.

## География
Село находится в 30 км к юго-западу от села Шатрово и в 120 км к северо-западу от Кургана.
Расположено на северном берегу одноимённого озера, на северо-востоке поблизости находится также озеро Кривое.

## История
Основана в 1718 году.
В прошлом это был центр Кызылбаевской волости, население которого в разных учётных документах записывали по-разному.  Как отмечает Р. Р. Асылгужин, в одних документах их записывали как башкир, в других – как мишар, а с конца XIX века и в советское время – как татар.
До 1917 года центр Кызылбаевской волости Шадринского уезда Пермской губернии. По данным на 1926 год состояло из 309 хозяйств. В административном отношении являлось центром Кызылбаевского сельсовета Мехонского района Шадринского округа Уральской области.

## Население
| 1989 | 2002  | 2010 | 2012 | 2013 | 2014 | 2015 |
| ---- | ----- | ---- | ---- | ---- | ---- | ---- |
| 1003 | ↘1002 | ↘928 | ↘927 | ↘913 | ↘911 | ↘883 |
| 2016 | 2017  | 2018 | 2019 | 2020 |      |      |
| ↘855 | ↘831  | ↘826 | ↘811 | ↘808 |      |      |

По данным переписи 1926 года в селе проживало 1569 человек (694 мужчины и 875 женщин), в том числе: татары составляли 99 % населения.
Согласно переписи населения 2010 года, в селе проживают татары (90%). Разговаривают на ичкинском говоре казанского диалекта татарского языка.

## Инфраструктура
С 1920 года в селе функционирует татарская  школа.
Имеется сельский дом культуры, при котором работают фольклорный коллектив «Ярсу» (с 1990 года), вокальный коллектив «Изге ай» (с 1993 года), детская фольклорная группа «Болан» (с 1995 года).

## Памятники
В селе установлен памятник землякам, погибшим в Великой Отечественной войне.

## Религия
С 1800 года в селе действует мечеть, которая в 1915 году сгорела при пожаре и вновь построена в 2005 году.